# Lecomtella madagascariensis
Lecomtella madagascariensis A.Camus, 1925 è una pianta angiosperma monocotiledone appartenente alla famiglia Poaceae (o Graminacee), endemica del Madagascar. È l'unica specie del genere Lecomtella A.Camus, 1925 e della tribù Lecomtelleae Pilg. ex Potztal, 1957.

## Etimologia
Il nome generico (Lecomtella) è stato dato in onore del botanico francese Paul Henri Lecomte (1856-1934). L'epiteto specifico (madagascariensis) indica l'origine della pianta (Madagascar).
Il nome scientifico della specie e del genere è stato definito dalla botanica francese, specializzata nello studio delle orchidee, Aimée Antoinette Camus (L'Isle-Adam, 1879 – 1965) nella pubblicazione "Comptes Rendus Hebdomadaires des Séances de l'Academie des Sciences. Paris" (Compt. Rend. Hebd. Séances Acad. Sci. 181: 567) del 1925. Il nome scientifico della tribù è stato definito dai botanici Robert Knud Pilger (1876–1953) e Eva Hedwig Ingeborg Potztal (1924 - 2000) nella pubblicazione "Willdenowia" (Willdenowia 1: 771) del 1957.

## Descrizione

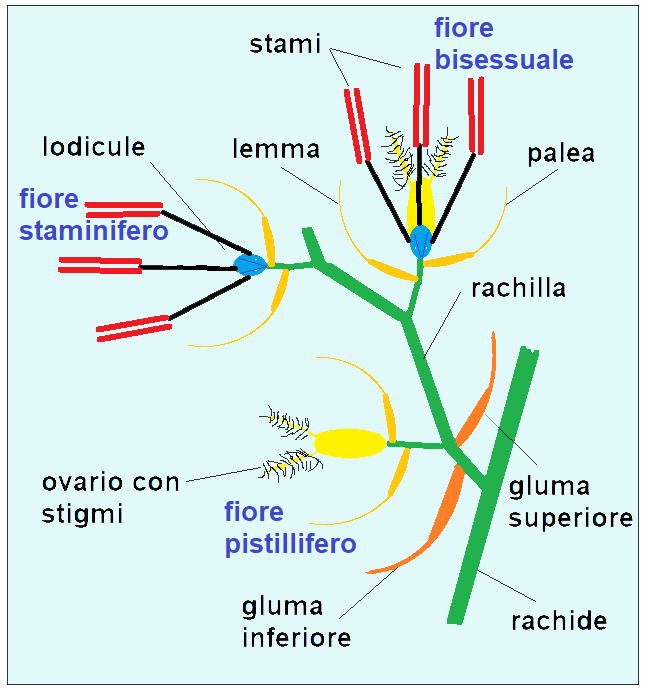
Spighetta generica con tre fiori diversi

### Portamento
Il portamento di questa specie è rizomatoso con cicli biologici perenni. Le piante di questo genere sono monoiche. I culmi sono alti 100 – 200 cm.

### Foglie
Le foglie lungo il culmo sono disposte in modo alterno, sono distiche e si originano dai vari nodi. Sono composte da una guaina, una ligula e una lamina. Le venature sono parallelinervie. Possono essere presenti dei pseudopiccioli.
- Guaina: la guaina è abbracciante il fusto ed è glabra.
- Ligula: le ligule sono membranosa; la membrana è sfrangiata e termina con una linea di peli. Le ligule abassiali hanno solamente una linea di peli.
- Lamina: la lamina ha delle forme generalmente da lineari a lanceolate e piatte con apice attenuato. La superficie è scabra (anche sui margini) e glabra. Dimensione: larghezza 10 – 18 mm; lunghezza 12 – 22 cm.

### Fiori
- Infiorescenza principale (sinfiorescenza o semplicemente spiga): le infiorescenze, ascellari e terminali, in genere sono ramificate (o con rami primari non ramificati, o rami primari ramificati formanti rami di ordine superiore) e sono formate da 1 a 4 spighette ed hanno la forma di una pannocchia oblunga e contratta. Le spighette prossimali sono staminali e una sola spighetta distale è bisessuale. Lunghezza della pannocchia: 5 – 6 cm.
- Infiorescenza secondaria (o spighetta): le spighette sottese da due brattee distiche e strettamente sovrapposte chiamate glume (inferiore e superiore), sono formate da uno o più fiori. Alla base di ogni fiore sono presenti due brattee: la palea e il lemma. Le spighette bisessuali hanno il fiore inferiore staminifero e quello superiore pistillifero.
- Glume: le glume sono distinte e separate da un internodo. La rachilla può essere alata.
- Palea: la palea, eventualmente carenata (o bicarenata), è membranosa.
- Lemma: il lemma del fiore superiore è pubescente e tubercolato; l'apice termina con tre appendici.

I fiori fertili sono attinomorfi formati da 3 verticilli: perianzio ridotto, androceo  e gineceo.
- Formula fiorale:[8]

*, P 2, A (1-)3(-6), G (2–3) supero, cariosside.
- Il perianzio è ridotto e formato da due lodicule, delle squame traslucide, poco visibili (forse relitto di un verticillo di 3 sepali). Le lodicule hanno una consistenza carnosa.
- L'androceo è composto da 2 stami ognuno con un breve filamento libero, una antera sagittata e due teche. Le antere (lunghe 4 mm) sono basifisse con deiscenza laterale. Il polline è monoporato.
- Il gineceo è composto da 3-(2) carpelli connati formanti un ovario supero. L'ovario, glabro, ha un solo loculo con un solo ovulo subapicale (o quasi basale). L'ovulo è anfitropo e semianatropo e tenuinucellato o crassinucellato. Lo stilo, breve, è unico con due stigmi in genere piumosi.

### Frutti
I frutti sono del tipo cariosside, ossia sono dei piccoli chicchi indeiscenti, con forme ovoidali, nei quali il pericarpo è formato da una sottile parete che circonda il singolo seme. In particolare il pericarpo è fuso al seme ed è aderente. L'endocarpo non è indurito e l'ilo è puntiforme. L'embrione è provvisto quasi sempre di epiblasto ha un solo cotiledone (allungato) altamente modificato (scutello con fessura) in posizione laterale. I margini embrionali della foglia si sovrappongono.

## Biologia
Come gran parte delle Poaceae, le specie di questo genere si riproducono per impollinazione anemogama. Gli stigmi più o meno piumosi sono una caratteristica importante per catturare meglio il polline aereo. La dispersione dei semi avviene inizialmente a opera del vento (dispersione anemocora) e una volta giunti a terra grazie all'azione di insetti come le formiche (mirmecoria).

## Distribuzione e habitat
Lecomtella madagascariensis è endemica del Madagascar centro-meridionale, in particolare dell'area del massiccio di Andringitra, ad altitudini comprese tra 700 e 2300 m..

## Tassonomia
La famiglia delle Poacee comprende circa 800 generi e oltre 9.000 specie. È una delle famiglie più numerose e più importanti del gruppo delle monocotiledoni. La famiglia è suddivisa in 12 sottofamiglie, la tribù Lecomtelleae fa parte della sottofamiglia Panicoideae.

### Filogenesi
All'interno della famiglia Poaceae la sottofamiglia Panicoideae appartiene al clade "PACMAD" (formato dalle sottofamiglie Aristidoideae, Arundinoideae, Micrairoideae, Danthonioideae, Chloridoideae e Panicoideae). Questo clade con il clade BEP (formato dalle sottofamiglie Ehrhartoideae, Bambusoideae e Pooideae) forma un "gruppo fratello" (il clade BEP a volte è chiamato clade "BOP" in quanto la sottofamiglia Ehrhartoideae a volte è chiamata Oryzoideae). La sottofamiglia di questa voce, nell'ambito del clade "PACMAD", a parte la sottofamiglia Aristidoideae in posizione "basale", forma un "gruppo fratello" con il resto delle sottofamiglie del clade.
Il clade "PACMAD" è un gruppo fortemente supportato fin dalle prime analisi filogenetiche di tipo molecolare. Questo gruppo non ha evidenti sinapomorfie morfologiche con l'unica eccezione dell'internodo mesocotiledone allungato dell'embrione. Questo clade inoltre è caratterizzato, nella maggior parte delle piante, dal ciclo fotosintetico di tipo C4 (ma anche a volte tipo C3).
La tribù Lecomtelleae fa parte del secondo gruppo di tribù che si sono differenziate nell'ambito della sottofamiglia e di questo gruppo occupa una posizione "basale" dopo la tribù Gynerieae. Nelle specie di questa tribù il ciclo fotosintetico è del tipo C3). Questa specie potrebbe occupare una posizione "sister" ("gruppo fratello") rispetto alle supertribù Panicodae+Andropogonodae. La posizione tassonomica di questa specie tuttavia non è ancora be definita e attende dati filogenetici più definitivi.
Per questo genere non è stata evidenziata alcune sinapomorfia.

## Conservazione
La Lista rossa IUCN classifica Lecomtella madagascariensis come specie in pericolo di estinzione (Endangered).
Il suo areale ricade quasi interamente all'interno del Parco nazionale di Andringitra.